# Iso-Riuska
Iso-Riuska och Poika-Riuskajärvi är två sjöar i Finland. De ligger i kommunen Suomussalmi i landskapet Kajanaland, i den centrala delen av landet, 600 km norr om huvudstaden Helsingfors. Iso-Riuska ligger 260 meter över havet. Arean är 25 hektar och strandlinjen är 2,28 kilometer lång. Sjön  ingår i Uleälvens huvudavrinningsområde. 